# Ehgraben

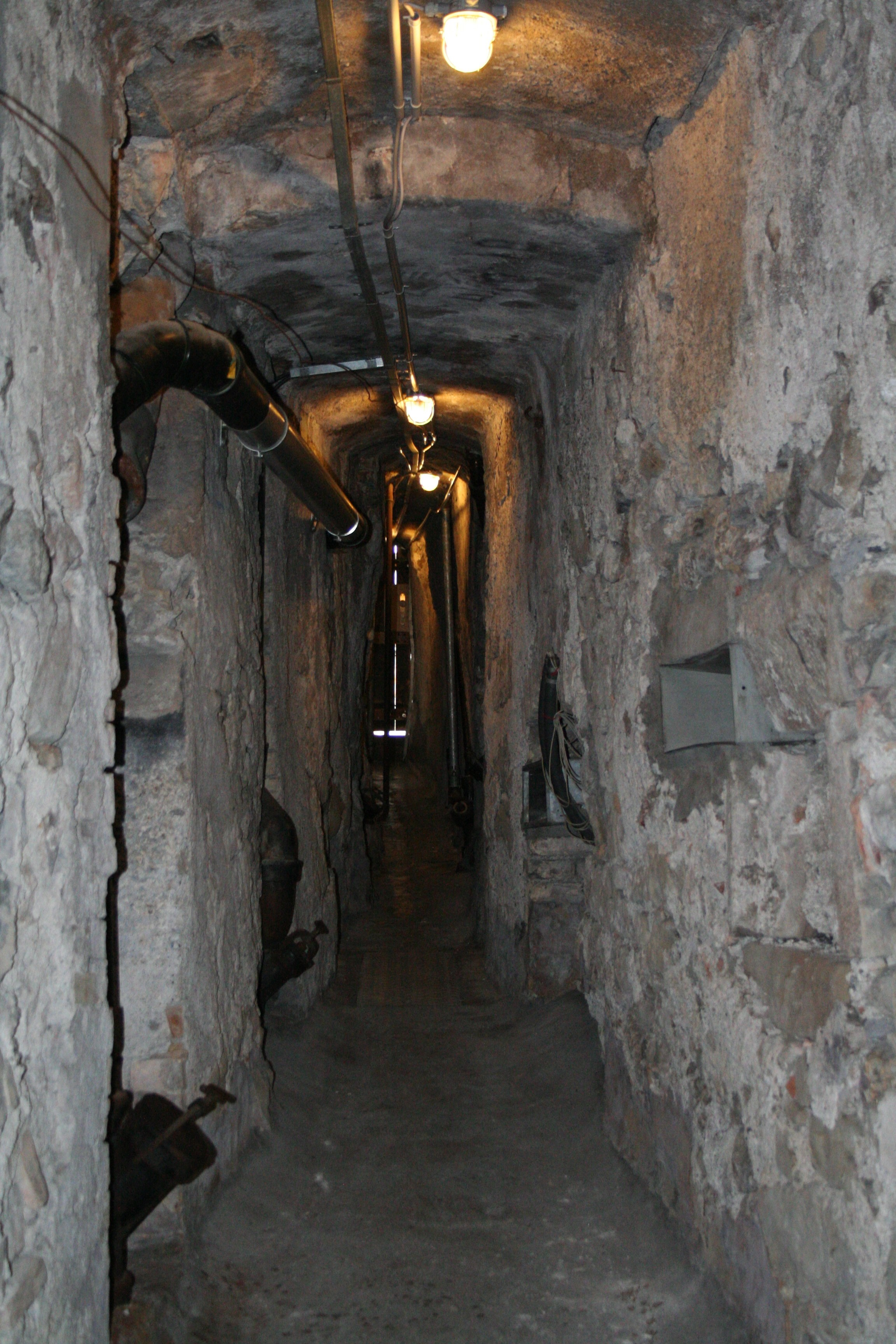
Ehemaliger Ehgraben im Oberdorf in Zürich

Ein Ehgraben ist vor allem ein offener Graben mit einer Breite von bis zu drei Metern, der zwischen den gegenüberstehenden Rückseiten zweier mittelalterlicher Häuserreihen verläuft und der Entwässerung von Schmutz- und Regenwasser dient. Daneben wird der Begriff auch für eine Traufgasse, auch Reule oder Reihe benutzt, der schmale, nicht bebaute Streifen zwischen den Traufseiten von Häusern der mittelalterlichen Städte.
Der Vorderteil des Wortes ist mittelhochdeutsch ê(we) ‚Gesetz‘; ein Ehgraben war also ursprünglich ein „rechtsgültiger Grenzgraben“ beziehungsweise dann „der durch das Gesetz bestimmte Abzugsgraben zwischen zwei Häuserreihen einer Stadt, in welchen sich die Aborte entleeren“.

## Geschichte
Die Ehgräben wurden zur Fäkalienbeseitigung benutzt; an den Häuserrückseiten befanden sich die Abtrittserker, aus denen die Fäkalien unmittelbar in den Ehgraben hinabfielen. Wegen des „pestilenzialischen Gestankes“ der Ehgräben waren diese Hinterwände mit möglichst wenig Fenstern versehen.
Im Mittelalter bildeten Fäkaliengruben, Ehgräben und oberirdisch verlaufende, angelegte „Bäche“ das Entwässerungssystem einer Stadt. Gingen auch die einzelnen Ehgräben manchmal mit Gefälle ineinander über, um schließlich in den Stadtgraben oder einen Wasserlauf zu münden, so entledigten sie sich dort nur eines Teiles ihrer flüssigen Schmutzstoffe. Sie mussten deshalb von Zeit zu Zeit geräumt werden. In Schaffhausen war das die Aufgabe der „Ehgrabenrumer“ (in Nürnberg die der „Pappenheimer“ und in München die der „Goldgrübler“).
Die Reinigung der Ehgräben erfolgte entweder durch Spülen oder durch Auslegen mit Mist, der dann der landwirtschaftlichen Verwertung zugeführt wurde.
Wie selten dies geschah, geht aus einer Schilderung des Nürnberger Stadtbaumeisters Endres Tucher, eines Zeitgenossen von Albrecht Dürer, deutlich hervor. In seinem Baumeisterbuch heißt es:

„Eine reihen, die da get zwischen der judenheuser herab an die Ledergass … pis an die Newengass … hab ich räumen lassen im siebenzigsten jar (1470) zu Martini und gab darzu auß … zwei und zweitzig pfunt alt. Die reihen war in 18 jaren nit geräumt worden.“

## Beispiele
Zahlreiche Beispiele von Ehgräben sind in Zürich erhalten, wo der Stadtrat 1546 verlangte, dass die Fäkalrinnen regelmäßig nachts sauber zu machen seien. Einer davon ist als archäologisches Fenster ausgewiesen.

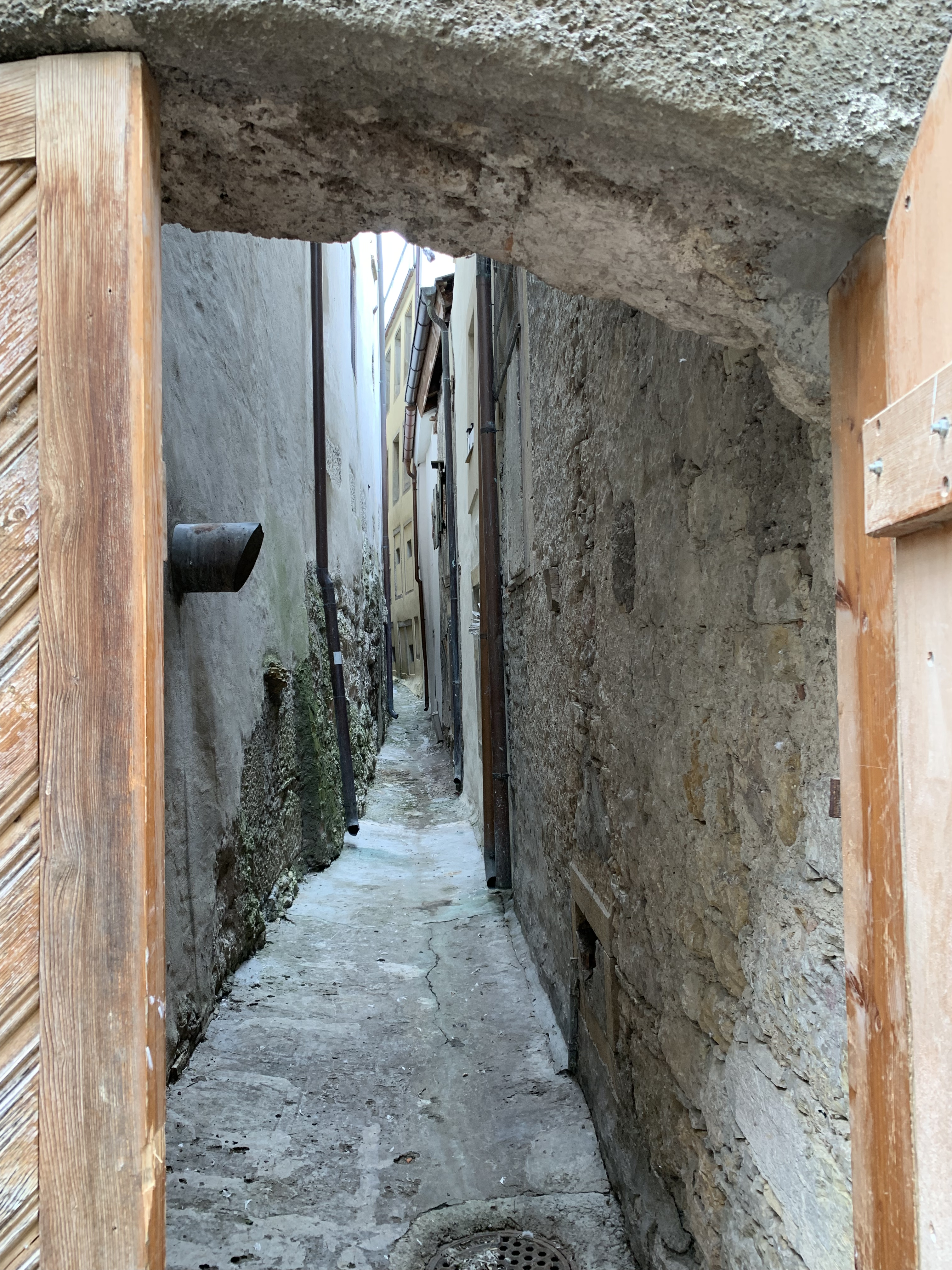
Ehgraben Biel/Bienne zw. Ober- und Untergasse nach Osten

Auch in Biel/Bienne befindet sich ein durch eine Pforte verschlossener Ehgraben in der Altstadt  zwischen den Häusern Obergasse 10a-20a und Untergasse 25–43.
Lokalisierung Ehgraben Biel
In der Bayerischen Bauordnung von 1901 wird der Begriff synonym für Traufgasse verwendet.